# Uraí
Uraí – miasto i gmina w Brazylii, w stanie Parana. Znajduje się w mezoregionie Norte Pioneiro Paranaense i mikroregionie Assaí.